# ポリュドロスの森
『ポリュドロスの森』（ポリュドロスのもり、伊: La Selva di Polidoro, 英: The Forest of Polydorus）は、イタリアのルネサンス期のヴェネツィア派の巨匠ティツィアーノ・ヴェチェッリオが1505年から1510年の間に制作した絵画である。油彩。主題はオウィディウスの『変身物語』で言及されているトロイア王プリアモスの息子ポリュドロスの殺害とされるが、近年はエリュシクトンの死とする説が有力視されている。婚礼用の家具カッソーネの板絵として制作された作品で、『アドニスの誕生』（La nascita di Adone）の対作品。現在はどちらもパドヴァにあるパドヴァ市立博物館に所蔵されている。

## 主題

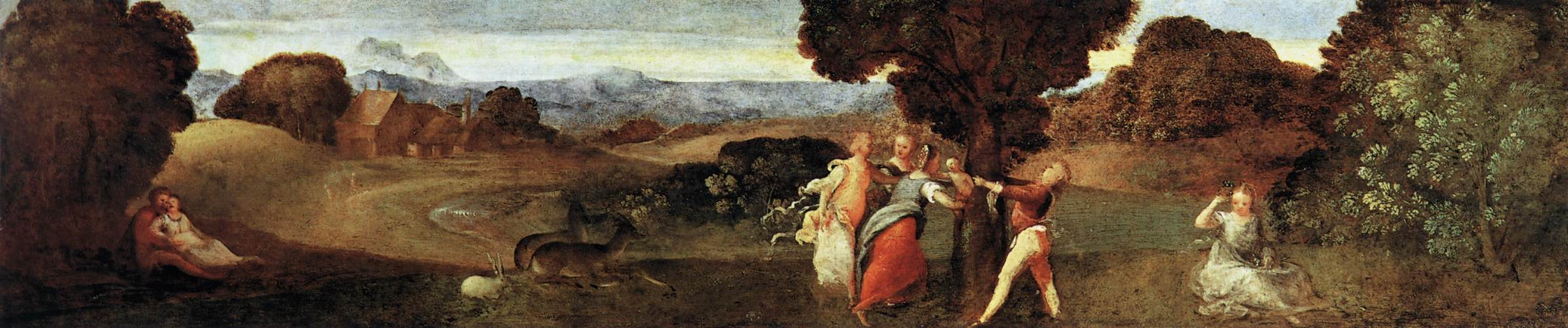
対作品『アドニスの誕生』。パドヴァ市立博物館所蔵。

ポリュドロスとエリュシクトンは、それぞれオウィディウスの『変身物語』の13巻と8巻で言及されている。老王プリアモスの末の息子ポリュドロスは、トロイア戦争が勃発すると莫大な財産とともにトラキアの王ポリュメストルのもとに送られた。しかしトロイアの命運が傾くと、ポリュメストルによって財産を奪うために殺された。遺体は海に捨てられたのち、トラキアの海岸に打ち上げられた。彼の母ヘカベは戦争後ギリシア軍とともに対岸のトラキアに渡り、海岸で息子の遺体を発見した。ヘカベは激しく怒って、自らポリュメストルに復讐した。
一方、エリュシクトンはテッサリア地方の王である。デメテル（ローマ神話のケレス）の神聖な樫の巨木を、制止しようとする男の首を斧で切り落とし、ニンフの不吉な予言も無視して切り倒した。そのためエリュシクトンはデメテルに激しい「飢餓」を送られた。エリュシクトンは飢えを癒すために財産を使い果たすと、娘メストラを売り飛ばした。彼女はポセイドン（ネプトゥヌス）に助けを求めて変身する力を与えられ、動物に変身して逃げ帰った。そこでエリュシクトンは何度もメストラを売り、そのたびに彼女は動物に変身して逃げ帰って父を助けた。しかしエリュシクトンの飢えはますます酷くなり、ついには自分の指や手足をも食らいつくした。

## 作品
画面は大きく2つの場面に分かれており、画面左には木の根元に座り込んだ女性像と全裸の女性の立像があり、画面右には斧を持った男性と、首を切断されて横たわる男性像がある。また近くの樹木には斧が打ち付けられたような跡が見える。さらに画面中央の背景には燃える都市の風景が見える。
主題をポリュドロスの物語と見なす説によると、画面右で殺害された男性はポリュドロスであり、画面中央背景の燃える都市はトロイアである。左側の女性像は母ヘカベと召使と考えられている。一方、エリュシクトンの物語と見なす説によると、画面右の斧を持った男性はエリュシクトンで、止めようとした男性が殺害された場面を描いている。また画面左の女性たちのうち、座っている女性はおそらくエリュシクトンの娘メストラであり、全裸の女性は「飢餓」の擬人像を表している。
板絵はカッソーネに用いられたと考えられているが、スパッリエーラやフリーズに使用された可能性もある。
当初はジョルジョーネの作品とされていたが、20世紀初頭にはほとんど放棄され、ジョヴァンニ・カリアーニに帰属された。ティツィアーノの非常に初期の作品という帰属は、1942年にアントニオ・モラッシによって主張され、ロベルト・ロンギやロドルフォ・パッルッキーニなどのイタリアの美術史家に支持された。このモラッシの説について、アメリカ合衆国とイギリスの美術史家の多くは否定的であるが、ポール・ジョアニデスは2001年にティツィアーノの帰属を支持し、おそらく1509年の制作としている。

## 来歴
『ポリュドロスの森』と『アドニスの誕生』は、カルロ・リドルフィがジョルジョーネの作品として言及した、ヴェネツィアのヴィドマン宮殿（Palazzo Widmann）にあった家具の板絵と同一視されている。1864年にエモ・カポディリスタ伯爵（Conte Emo Capodilista）のコレクションとともにパドヴァ市立博物館に遺贈された。